# Jean-Marie Borzeix
Jean-Marie Borzeix, né le 1er août 1941 à Bugeat (Corrèze) et mort le 17 mars 2024, à Paris, est un journaliste et responsable d'établissements culturels français.

## Carrière
Après des études de lettres à la faculté des lettres de Paris et à l'Institut d'études politiques de Paris, Jean-Marie Borzeix devient professeur en Algérie. Il se tourne cependant rapidement vers le journalisme, entre à Combat (1968-1973) puis au service politique du Quotidien de Paris (1974-1975).
Il se rapproche alors des problématiques culturelles et littéraires : il est rédacteur en chef des Nouvelles littéraires puis directeur littéraire aux Éditions du Seuil (1979-1984). C'est alors qu'il est nommé directeur de France Culture à la demande de Jean-Noël Jeanneney, président de Radio France : poste où il demeure pendant plus de douze ans (1984-1997). À son départ, la ministre de la Culture, Catherine Trautmann, lui confie la rédaction d'un rapport sur le droit de prêt en bibliothèque, pour mettre fin à la querelle qui secoue le monde du livre. Ses prises de positions sont critiquées par les bibliothécaires qui lui reprochent ses méthodes et le soupçonnent d'avoir eu des a priori en faveur des éditeurs. Il est cependant nommé PDG de Télérama (1999-2000) puis exerce diverses fonctions à la Bibliothèque nationale de France.
Il a par ailleurs été membre du Haut Conseil de la francophonie (1985-2002) et président du Festival international des francophonies en Limousin (depuis 2002).

## Publications
- Mitterrand lui-même, Paris, Stock, coll. « Les Français qui changent la France », 1973
- Au nom du peuple français... , Syndicat de la magistrature, ouvrage collectif, Stock,1974
- Les entreprises et la gauche, ouvrage collectif, Stock, 1975
- Les carnets d'un francophone, Bleu Autour, 2006
- Jeudi Saint, Stock, Paris, 2008 (ISBN 2234061601)[5]Traduction : (en) One Day in France: Tragedy and Betrayal in an Occupied Village, traduit par Gay McAuley, préface de Caroline Moorehead, éditeur : I.B. Tauris, 2016 (ISBN 1784536229) (ISBN 9781784536220)[6]
- Une enfance dans la guerre : Algérie 1954-1962, ouvrage collectif, Bleu Autour, 2016, 296 p.[7].
- L'homme qui aimait les arbres, Bleu Autour, 2018

## Décoration
- Chevalier de la Légion d'honneur (2 avril 2010)[8]).